# ليو غرافيل
ليو غرافيل هو لاعب هوكي الجليد كندي، ولد في 10 يونيو 1925 في غاتينو في كندا، وتوفي في 30 أكتوبر 2013.

## وصلات خارجية
- ليو غرافيل على موقع دوري الهوكي الوطني (الإنجليزية)
- ليو غرافيل على موقع EliteProspects.com (الإنجليزية)
- ليو غرافيل على موقع HockeyDB.com (الإنجليزية)
- ليو غرافيل على موقع Hockey-Reference.com (الإنجليزية)